# Майдан-Скордьовський
Майдан-Скордьовський (пол. Majdan Skordiowski, раніше Majdan-Skordjów) — село в Польщі, у гміні Дорогуськ Холмського повіту Люблінського воєводства. Населення — 35 осіб (2011).

## Історія
У 1921 році село входило до складу гміни Турка Холмського повіту Люблінського воєводства Польської Республіки.
У 1975—1998 роках село належало до Холмського воєводства.

## Демографія
Демографічна структура станом на 31 березня 2011 року:
|          | Загалом | Допрацездатний вік | Працездатний вік | Постпрацездатний вік |
| -------- | ------- | ------------------ | ---------------- | -------------------- |
| Чоловіки | 16      | 4                  | 11               | 1                    |
| Жінки    | 19      | 3                  | 10               | 6                    |
| Разом    | 35      | 7                  | 21               | 7                    |

Станом на 10 вересня 1921 року в селі налічувалося 12 будинків та 97 мешканців, з них:
- 54 чоловіки та 43 жінки;
- 61 православний, 16 римо-католиків, 20 юдеїв;
- 49 українців (русинів), 48 поляків.